# Jump (bài hát)
"Jump" là một bài hát thu âm bởi nữ ca sĩ gốc Barbados Rihanna, là đĩa đơn cuối cùng từ album phòng thu thứ 7 của cô ấy, Unapologetic. Đĩa đơn "Jump" được phát hành vào ngày 24 tháng 7 năm 2014, hơn một tuần sau ca khúc Can't Remember to Forget You của cô cùng với Shakira.